# بروس ستيوارت
بروس ستيوارت هو لاعب هوكي الجليد كندي، ولد في 30 نوفمبر 1881 في أوتاوا في كندا، وتوفي بنفس المكان في 28 أكتوبر 1961.

## وصلات خارجية
- بروس ستيوارت على موقع EliteProspects.com (الإنجليزية)
- بروس ستيوارت على موقع Hockey-Reference.com (الإنجليزية)